# Gumudi (häradshuvudort i Kina, Xinjiang Uygur Zizhiqu, lat 43,95, long 87,67)
Gumudi (kinesiska: 古木地) är en häradshuvudort i Kina. Den ligger i den autonoma regionen Xinjiang, i den nordvästra delen av landet, omkring 19 kilometer nordost om regionhuvudstaden Ürümqi. Antalet invånare är 333 676. Befolkningen består av 153 564 kvinnor och 180 112 män. Barn under 15 år utgör 15,0 %, vuxna 15-64 år 76 %, och äldre över 65 år 8,0 %.
Runt Gumudi är det ganska glesbefolkat, med 47 invånare per kvadratkilometer. Närmaste större samhälle är Ürümqi, 18,0 km söder om Gumudi. Trakten runt Gumudi består i huvudsak av gräsmarker.
Genomsnittlig årsnederbörd är 314 millimeter. Den regnigaste månaden är april, med i genomsnitt 46 mm nederbörd, och den torraste är januari, med 10 mm nederbörd.